# Attilio Nuti
Attilio Nuti (Prato, 1 oktober 1839 – aldaar, 26 juli 1903) is een Italiaans componist, muziekpedagoog, dirigent en violist

## Levensloop
Nuti werd straks na zijn muziekstudies in 1863 muziekleraar aan de muziekschool “Cicognini” in zijn geboortestad Prato. Hij leerde daar zowel muziektheorie alsook viool. Verder was hij dirigent van de plaatselijke banda en van het orkest van het "Regio Teatro Metastasio di Prato". Aan dit theater heeft hij een belangrijke rol ingenomen, omdat hij over meerdere decennia opera's organiseerde en als dirigent uitvoerde, bijvoorbeeld La sonnambula van Vincenzo Bellini (1870), Marino Faliero (Marin Faliero) van Gaetano Donizetti (1871), Il trovatore van Giuseppe Verdi (1873), Faust van Charles Gounod (1883), Marinella van Attilio Ciardi (1884) en Il Guarany van Antônio Carlos Gomes (1885).
Verder was hij zangleraar en dirigent van het gemengd koor Società Corale "Guido Monaco" van 1896 tot 1903.
Nuti was ook componist en heeft diverse werken voor harmonieorkest en koor geschreven.